# Нафтогазова промисловість України
Нафтога́зова промисло́вість Украї́ни — галузь важкої промисловості, підприємства якої розвідують, видобувають і переробляють нафту та газ, транспортують і зберігають їх.

## Загальна характеристика

### Природний газ
1991 р. споживання природного газу в Україні становило 118,1 млрд куб. метрів і країна посідала 3 місце в світі щодо рівня споживання газу, поступаючись тільки США й Росії.
2000 р. в Україні видобуток природного газу загалом склав 18,1 млрд кубометрів, 2001 р. — 18,4 млрд, а 2002-ого — 18,8 млрд. На цьому ж рівні і дещо більше він зберігався і у період до 2015 р.: у 2015 році в Україні було видобуто 19,9 млрд м³ газу (в 2014 році — 20,5 млрд куб. м).

### Нафта
Сучасна нафтопереробна промисловість України представлена шістьма нафтопереробними заводами загальною потужністю первинної переробки 51—54 млн т нафти на рік (це перевищує аналогічні потужності Польщі, Угорщини, Чехії та Словаччини взяті разом). Найпотужніші підприємства нафтопереробної промисловості України розташовані в Кременчуку, Лисичанську і Херсоні. Ці заводи виробляють 50 видів нафтопродуктів (всього відомо понад 300 найменувань цих продуктів). В умовах економічної кризи кінця XX ст., що вразила постсоціалістичні країни, завантаженість вітчизняних нафтопереробних заводів знаходиться на рівні 25 %.

### Підприємства і компанії
На 2017 рік діяли державні підприємства ПАТ «Укргазвидобування» і ПАТ «Укрнафта», а також велика кількість приватних підприємств (в тому числі з іноземним і змішаним капіталом), які займаються розвідкою нафти і газу, бурінням і сервісним обслуговуванням свердловин, виробництвом нафтогазового обладнання та видобутком нафти і газу. Серед них: НТП «Бурова техніка», ТОВ «Геосинтез інженірінг», ТОВ «УкрСервіс кріплення свердловин» (УкрСКС), «КАРАТ», ТОВ «Укрнафтагазсервіс», «Smit Ukraine», «Golden Derrik», ПрАТ «Нафтогазвидобування», ТОВ «Еско-Північ», ПрАТ «ВК Укрнафтобуріння», ПрАТ «Природні ресурси», ТОВ «Куб-Газ», СП «Полтава ГНК», ЗАТ «Девон», ТОВ «Перша Українська газонафтова компанія», ПрАТ «Укргазвидобуток», ТОВ «Надра ГеоІнвест» (ТОВ «Газ-МДС»), ТОВ «ЕНЕРГІЯ-95» (ТОВ «Гравеліт-21»), ТОВ «Системойліженерінг», «Регал Петролеум Корп. ЛТД», ТОВ «Пром-енерго продукт», ТОВ «Сіріус 1», ПрАТ «Пласт», ТОВ «Парі», ТОВ «Укргаз Інвест», ТОВ «Надра Геоцентр», ТОВ «Арабський Енергетичний Альянс ЮЕЙ» (ТОВ «Кувейт Енерджі Юкрейн»), ТОВ «Західнадрасервіс», ТОВ «Надрагаз», ТОВ «Східний геологічний союз», ТОВ «Актив Газ Ресурс», ТОВ «Українська Бурова Компанія», ТОВ «Горизонти», ПрАТ «Газінвест», ТОВ «Сахалінське», ТОВ «Богородчанинафтогаз», ТОВ «Макком-Груп», ПрАТ «Тисагаз», ТОВ СП «Бориславська нафтова компанія», ТОВ «ТНГК», ТОВ «Укрнафтогазінвест», ПАТ «Шахта ім. О. Ф. Засядько», СУКП «Дельта», ПП «Нордік», ТОВ "Геологічне бюро «Львів», ТОВ «Укр-Аз-Оіл», ТзОВ «Нафтогазрембуд — 1» (Корпорація «Укрнерудпром»), ПрАТ «Інтернафтогазбуд», ТОВ «Прикарпатська енергетична компанія», ТОВ «Трубопласт», ДП «Молтекс нафта і газ» (Капітал ойл), ТзОВ «Рожнятівнафта» та ін.
Найбільшою організацією роботодавців, що об'єднує нафтогазові підприємства України, є Федерація роботодавців нафтогазової галузі.

## Історія і сучасність нафтогазових регіонів
Див. також: Нафтогазова промисловість України у ХХ столітті
Таблиця — Розподіл ресурсів вуглеводнів в Україні на 01.01.1992 р.
| Регіони, вид ресурсів | Газ вільний, млрд м3 /%                                                       | Газ попутний, млрд м3 /%                              | Нафта, млн т/%                                                       | Конденсат, млн т/%                                          |
| Східний, початкові Східний, поточні Західний, початкові 3ахідний, поточні Південний, початкові Південний, поточні Україна, початкові Україна, поточні | 3965/84,3 1719/84,6 781/60,7 437/60,7 2159/80,6 2090/80,6 6896/79,8 4244/79,6 | 65/1,4 26/1,3 108/8,4 42,9/6,0 39/1,5 212/2,4 108/2,0 | 445/9,5 182/9,0 391/32,8 236/30,4 243/9,1 240/9,3 1079/12,5 658/12,3 | 228/4,8 104/5,1 8/0,5 3/0,4 222/8,3 218/8,4 457/5,3 324/6,1 |

### Східний регіон України
Виняткове значення для розвитку нафтовидобутку в Україні у післявоєнний період мало відкриття нового нафтогазового регіону — Дніпровсько-Донецької западини, який незабаром став основним за запасами і видобутком нафти та газу.
Уперше на території Східної України нафту одержано у 1936 р. в Сумській обл. на Роменській структурі, де при бурінні свердловини на глибинах 200—400 м було виявлено брекчію, просякнуту нафтою, дебіт якої при випробуванні становив близько 2 т/добу.
Роменська структура пов'язана з солянокупольною тектонікою і була встановлена вимірюваннями сили тяжіння, які провадилися Полтавською гравіметричною обсерваторією. Згідно з цими дослідженнями, в межах Дніпровсько-Донецької западини по локальних мінімумах сили тяжіння було виявлено інші соляні структури, на яких здійснювалося розвідувальне буріння в 1937—1941 рр., завдяки чому прояви нафти в брекчії, що покриває соляні штоки, були відкриті також на Висачківській і Дмитрівській соляних структурах. На Роменській структурі за цей період пробурено 52 структурні та 44 розвідувальні й експлуатаційні свердловини, за весь період розвідки і експлуатації — всього 108. Видобуток нафти тут розпочався в 1940 р. і склав 10 тис. т.
Після війни на Роменській структурі провадилися сейсмічні дослідження і пробурено ще 12 розвідувальних свердловин. Внаслідок проведених робіт і досліджень встановлено, що скупчення нафти зосереджуються в кавернозних породах кепроку та зони брекчії, дебіти свердловин дуже низькі і швидко зменшуються, а експлуатація родовища нерентабельна. Тому перший нафтопромисел на Сході України був ліквідований в 1948 р.
У 1947 році вперше почався перехід на новий напрямок нафтопошукових робіт — від пошуків соляних куполів (типу Роменської структури) до пошуків спокійних непорушених або незначно порушених соляними інтрузіями пологих структур для глибокої розвідки.

#### Полтавський нафтопромисловий район
Однією з перших таких структур стала Радченківська, яку виявлено в 1947—1948 рр. і оконтурено структурно-картувальними (по підошві київського ярусу) та сейсмічними роботами. Розвідувальне буріння на структурі зумовило відкриття в 1950 р. першого на Сході України промислового нафтогазового родовища в тріасових (газ) та кам'яновугільних (нафта) відкладах. Це визначило подальший напрямок нафтопошукових робіт.
У 1951 році на Радченківському родовищі в експлуатацію введено свердловину № 5, і з цього часу почався відлік видобутку нафти в Східному регіоні. На той період нафтовою промисловістю керувало об'єднання «Укрнафта», яке знаходилося в м. Дрогобичі. За дуже короткий термін в смт. Гоголеве було організовано Радченківську дільницю з видобутку нафти від тресту «Бориславнафта».
За чотири роки (1951—1955) обсяги глибокого пошуково-розвідувального буріння на нафту і газ збільшились майже в чотири рази і продовжували зростати в наступні роки. За порівняно короткий період було відкрито нові родовища: газове Шебелинське (1950) — найбільше на той час в Європі, нафтові — Качанівське (1957), Глинсько-Розбишівське (1958), Гнідинцівське (1959) і Леляківське (1962). Ці родовища за початковими видобувними запасами виявилися основними в Україні і багато років визначали обсяг видобутку нафти в республіці та її динаміку, тому що характеризувались також високою щільністю запасів у межах продуктивного контуру, багатопластовістю і порівняно невеликими глибинами залягання об'єктів розробки — 1400—2500 м. Такі сприятливі геолого-технологічні умови дали змогу швидкими темпами забезпечити масове розбурювання цих родовищ експлуатаційними свердловинами, одночасно комплексно їх облаштувати, збудувати необхідну мережу нафтопроводів, ліній електропередач, доріг, товарних парків, що дозволило нарощувати обсяги видобутку нафти.
Для забезпечення геологорозвідувальних робіт у Східному регіоні було створено три трести: «Полтаванафтогазрозвідка» (1952), «Харківнафтогазрозвідка» (1957) і «Чернігівнафтогазрозвідка» (1959).
До 1980 р. на території східних областей країни було відкрито понад 40 нових нафтових родовищ. У 60-х роках тут організовано два нафтових об'єднання — «Укрсхіднафта» (м. Полтава) і «Чернігівнафта» (м. Прилуки), які в 1970 р. були реорганізовані в три нафтогазопромислових управління^ «Полтаванафтогаз», «Чернігівнафтогаз» і Охтирське нафтогазовидобувне управління (НГВУ). Ці управління, що входять до складу нині існуючого ПАТ «Укрнафта», забезпечують понад 70 % поточного видобутку нафти в Україні.

### Південний регіон України
Південний регіон — найменш вивчений. Основні його перспективи пов'язані з шельфом і континентальним схилом Чорного моря. У післявоєнний період розвідувальні роботи концентрувались на Керченському півострові, де невдовзі було відкрито три нафтових родовища в міоценових відкладах: Мисове, Білокаменське і Приозерне. Але свердловини мали низьку продуктивність. З 1954 р. глибоке буріння переноситься у район рівнинного Криму, де було відкрито кілька родовищ нафти й газу. У 1956—1960 рр. нафта в регіоні видобувалася лише в Криму на двох родовищах: Владиславівському і Приозерному. Через незначні запаси та складні умови експлуатацію свердловин невдовзі було зупинено, і вони були ліквідовані. Промисловий видобуток нафти в останні роки відновлено на Семенівському родовищі (з 1987 р.) і Серебрянському (з 1990 р.), обсяги якого складають близько 10 тис. т/рік. В останні роки нафту виявлено в районі Азовського Валу.
Пошуки та розвідка нових родовищ нафти та газу в Україні останніми роками пов'язані з великими глибинами (4–7 км) та роботами в акваторіях Чорного й Азовського морів. У 1985—2000 рр. структура поточних розвіданих вітчизняних запасів нафти та газу погіршувалася, значна їх частина за своїми характеристиками зарахована до важковидобувних. За даними О. Г. Шпака на 01.01.97, з надр України від початкових геологічних запасів видобуто бл. 24 % нафти. 800 млн. т запасів нафти залишається в надрах, при цьому понад 50 % з них перебуває в складних гірничо-геологічних умовах і вимагає нетрадиційних методів видобутку. Поточна нафтовіддача на родовищах України становила в кінці ХХ ст. бл. 22 %.

## Екологічні проблеми
Екологічні проблеми нафтогазової промисловості пов’язані з низьким коефіцієнтом нафто- і газоконденсатовилучення, що обумовлює необхідність використання вторинних і третинних, як правило, фізико-хімічних, методів інтенсифікації вилучення флюїдів, які впливають на геологічне і навколишнє середовище. При переробці нафти проблемою є невисока глибина її переробки на вітчизняних НПЗ, що спричиняє підвищену кількість відходів, некондиційних фракцій, додаткова переробка яких потребує реагентних та термобаричних впливів.  
Крім того, одним з істотних чинників забруднення навколишнього середовища є надзвичайні ситуації, техногенні аварії та катастрофи. Основною причиною зберігається високий рівень аварійності є старіння основних виробничих фондів і вироблення ресурсів обладнання (в середньому знос трубопроводів енергетичного сектора досягає 50-70%).
На всіх стадіях (видобуток нафти, виділення супутніх газів і води, збереження, транспортування, переробка) відбувається забруднення атмосфери, ґрунтів, водних об'єктів нафтою і нафтопродуктами (фенолом, бензолом, толуолом, етиловим ефіром тощо). Районам, де здійснюється видобуток нафти, властиве забруднення водойм, оскільки нафта і нафтопродукти можуть знаходитися як у вигляді поверхневої плівки або емульсії, так і в розчиненому стані. Наявність у воді цих забруднювачів згубно відбивається на її якості. Негативний вплив нафтопродуктів позначається і на рибному господарстві: навіть незначні домішки нафтопродуктів у водоймах надають рибі неприємного присмаку і запаху, а у великій кількості призводять до її загибелі. Нафтопродукти у водойми надходять в основному під час розливу з нафтосховищ, аварій на нафтопроводах, залізничних перевезень, а також внаслідок змиву дощовими і талими водами з промислових територій, на яких видобувають і переробляють нафту. Оскільки за термічної обробки вуглеводневих сполук виділяються канцерогенні речовини, нафто- і газопереробні заводи забруднюють ними довкілля за відсутності надійних природозахисних систем.
Розв'язання проблем техногенно-екологічної безпеки потребує:
- здійснення перебудови техногенного середовища, технічного переозброєння виробничого комплексу на основі впровадження новітніх наукових досягнень, енерго- і ресурсозберігаючих технологій, безвідходних та екологічно безпечних технологічнихпроцесів, застосування відновлюваних джерел енергії, розв'язання проблем знешкодження і використання всіх видів відходів;
- налагодження ефективного екологічного контролю занауково-дослідними роботами із створення об'єктів штучногопоходження, їх проектуванням, будівництвом та функціонуванням зметою управління техногенними навантаженнями, раціональним використанням природних ресурсів і розміщенням продуктивних сил;
- проведення класифікації регіонів України за рівнями техногенно-екологічних навантажень, створення карт техногенно-екологічних навантажень;
- розробки методології визначення ступеня екологічного ризикудля довкілля, обумовленого техногенними об'єктами;
- проведення досліджень з метою створення системи моделей моніторингового контролю за об'єктами спостережень упромисловості, енергетиці, будівництві, транспорті і сільськомугосподарстві.

Програма дій передбачає заходи щодо протидії двом типам шкідливих впливів техногенного середовища:
- в режимі нормальної експлуатації, зумовленої недосконалістютехніки та технології виробництва, переробки відходів;
- в аварійному режимі, внаслідок відхилення від звичайно допустимих умов експлуатації, що спричиняє або може спричинити такий вплив на людину та природні об'єкти.

Охоронна зона — територія, прилегла до об'єктів нафтогазодобувної промисловості (ділянки землі, водойми, річки, лісу тощо), на якій господарська діяльність здійснюється із певними обмеженнями, установленими чинним законодавством. У межах охоронних зон не допускається присутність сторонніх осіб.
Буферна зона — зона між промисловим об'єктом, що добуває, транспортує або переробляє продукцію із сірководнем, та житловими спорудами, яка достатня для вжиття заходів щодо оповіщення та евакуації населення, що в ній проживає, при виникненні аварійної ситуації на промисловому об'єкті.

## Сланці

### Сланцевий газ
Ще з 2013 року навколо видобутку сланцевого газу в Україні вирували неабиякі пристрасті. Уряд підписав угоду зі світовими лідерами газовидобутку, екологи наголошували, що промисловий видобуток сланцевого газу згубить навколишнє середовище, а в Москві не приховували побоювання втратити один з найбільших ринків збуту російського газу. Тоді йшлося про два регіони в Україні, де, згідно з геологічними дослідженнями, є сланцевий газ.
Компанія Shell почала розвідувальне буріння на Юзівському родовищі площею майже вісім тисяч квадратних кілометрів та прогнозованою потужністю у чотири трильйони кубометрів сланцевого газу. У листопаді 2014 року Shell пробурила дві розвідувальні свердловини, але не змогла провести повноцінну розвідку родовища через воєнні дії на Донбасі.
Ще одне, Олеське родовище, площа якого перевищує шість тисяч квадратних кілометри, розташувалось на заході України в Львівській та Івано-Франківській областях. Його запаси оцінювали в 3-3,5 трильйона кубометрів газу.
У геологорозвідку та видобуток газу в цьому родовищі американська компанія Chevron мала намір вкласти більш ніж 10 мільярдів доларів. У листопаді 2013 року вона підписала договір з українською компанією «Надра Олеська». Щоправда у грудні 2014 року Chevron вирішила вийти з України та остаточно закрила своє представництво у 2015 році.
Війна на Донбасі заховала проекти «Укргазвидобування» з розробки ще одного альтернативного енергоносія — шахтного метану. А анексія Криму Росією унеможливлює видобуток газу на глибоководному Чорноморському шельфі. Цей проект мав намір реалізувати консорціум компаній Exxon Mobil, Shell, OMV та «Надра України».
Призупинення проектів з видобутку сланцевого газу та інших важко видобувних видів енергоносіїв 2015 року стала не лише українською, але й світовою тенденцією.